# Гусев, Вадим Михайлович
Вадим Михайлович Гусев (род. 15 января 1976, Воскресенск, Московская область) — российский хоккеист, нападающий.

## Биография
Воспитанник воскресенского хоккея. Выступал за команды «Сокол» Луховицы (1993/94), «Химик» Воскресенск (1993/94 — 1998/99, 2002/03, 2005/06), «Кристалл» Саратов (1999/2000 — 2000/01), «Липецк» (2001/02), «Нефтяник» Лениногорск (2003/04 — 2004/05), «Ижсталь» (2004/05), «Гомель» (Беларусь, 2005/06), «Рязань» (2005/06 — 2008/09).